# Rodrigo Del Arc
Rodrigo Louis Fernandes Del Arco (São Paulo), mais conhecido como Rodrigo Del Arc, é um ator, cantor e compositor cujo estilo musical incorpora a mistura de elementos da bossa nova, do baião e do pop tradicional. 
Natural de São Paulo, lançou dois discos que foram lançados e distribuídos no Japão e na Coreia do Sul por gravadoras locais dos respectivos países. Em 2010 a música “A Place To Remind” foi incluída na trilha do K-Drama Athena, série reprisada no Japão, em 2011.
Desde 2021 o crooner está em turnê com um espetáculo que homenageia o ícone da música brasileira Luiz Gonzaga.

## Biografia
Nasceu em São Paulo e mudou com seus pais para Lugano, na Suíça, antes de completar 1 ano de idade.
Quando Rodrigo completou 10 anos, seu pai decidiu regressar com a família para o Brasil, mas não por muito tempo, meses depois sua família mudou-se novamente, desta vez para Banguecoque, Tailândia. 
Entrou para o New International School of Thailand - Drama e as apresentações em teatros no colégio foram seu primeiro contato com os palcos.
Aos 14 anos voltou para o Brasil, participou de aulas de teatro na "A Casa do Teatro" em São Paulo (Célia Helena) e formou uma banda de rock de garagem onde ele se apresentava como vocalista e compositor. 
Com sua banda, chamada In-Sanity (na sanidade), venceu uma competição de bandas local em São Paulo.
Formou-se em Publicidade e Propaganda pela FMU-SP.
No ano de 2007 seu pai faleceu e Rodrigo começou a fazer trabalhos de modelo, trabalhando para as agências Ten, Ford e Closer em São Paulo. 
Neste período realizou alguns trabalhos que foram veiculados no Canal Brasil. 
Como ator, teve a oportunidade de contracenar com atores experientes, como Paulo César Peréio. Rodrigo compôs trilhas originais para séries do Canal Brasil dirigidas pelo diretor Pedro Flores da Cunha.
No ano de 2009 seu álbum A Kind of Bossa foi lançado no Japão por um dos maiores selos do segmento no país.

## Carreira

### 2009:A Kind of Bossae início
Em  2009 lançou seu primeiro álbum, A Kind of Bossa,  com dez canções originais em inglês dedicadas à memória de seu pai. Os fonogramas conseguiram números expressivos de plays na internet, principalmente pela plataforma MySpace. Este disco alcançou audiências fora do Brasil resultando em dois contratos, um no Japão, pelo selo Omagatoki e outro pela Sul Coreana Leeway Networks.
A versão coreana foi lançada com três faixas bônus, dentre elas uma versão da "The Look Of Love" de Burt Bacharach.
A música “A Place To Remind” foi incluída no drama coreano Athena: Goddess of War em 2010, re-veiculado no Japão em 2011 (TV aberta).

### 2014:Novo Ar (New Air)e Core Port
Em 2013 começou a trabalhar em seu segundo álbum profissional, gravado em São Paulo e mixado analogicamente no estúdio The Mix Room em Burbank, distrito de Los Angeles na California (EUA).
Foi primeiro lançado no iTunes com o nome de Novo Ar em Janeiro 2014.
No Japão foi lançado em julho 2014 pelo selo Core Port da Yamaha. A versão japonesa incluiu uma faixa bônus chamada de “If You’re In, I’m In”, composta exclusivamente por Rodrigo Del Arc.
Antes mesmo do lançamento do disco, a faixa "Another Summer" chegou a ser a 19ª música mais tocada no Rio de Janeiro em 22 de outubro de 2013, segundo o Musicmedia By Crowley.
Em julho de  2014, Rodrigo integrou o line-up do festival anual “New York’s Brazil Summerfest” em Manhattan (NY, EUA).

### 2017 - presente momento: singles, composições e Gonzagão
Em 2016 compôs dezenas de músicas ao vivo com sua audiência através de uma rede social e em 2017 registrou algumas canções numa pequena compilação chamada "Em Casa". O principal diferencial deste compilado de seis vídeos/faixas, é que ele foi feito com a colaboração de seu público que acompanhou inúmeras etapas do processo ao vivo, incluindo as composições, escolhendo as músicas gravadas via votação on-line.  
Algumas de suas composições foram regravadas por outros artistas, com destaque para "É Dela", gravada pelo cantor gaúcho Arthur Seidel e também pelo cantor e compositor baiano Peu, co-autor da obra juntamente com o também baiano Dino Teixeira.   
Em 2021 estreou o espetáculo "110 Anos de Gonzagão" dirigido por Fran Carlo. Com arranjos de musica por Olívio Filho, respeitado acordeonista, o show destaca o trabalho extraordinário do Rei do Baião.

## Discografia
- A Kind of Bossa (JP. Omagatoki 2009 / SK. Leeway Networks 2010)
- Novo Ar / New Air (JP. Core Port 2014)

## Filmes e TV
- 2009 - Caça-Palavra - personagem Francisco - curta dirigido por Pedro Flores da Cunha
- 2010 - Tem Uma Banda Na Nossa Casa  - MTV - Artista convidado para o reality show.[2]
- 2011 - Des-programado - Personagem Morde Mort - Supporting role in Multishow TV series

## Publicitários (ator)
- 2014 - Absolut Vodka (world), Oi (Brazil), Rede Globo
- 2015 - Volkwagen (Brazil), Garoto (Brazil), Gillette (World), Corona (North America), Sony (Brazil).
- 2016 - Engov (Brasil), Colgate (Brasil e América Latina)
- 2017 - Nivea Men, Hyundai.[4]